# Elie Emile Gabriel Poiree
Elie Émile Gabriel Poirée (Villeneuve St. Georges, 1850 - París, 1925), fou un musicògraf i compositor francès.
Fou bibliotecari de Santa Genoveva de París i president de la secció francesa de la Societat Internacional Musical. A més d'un bon nombre d'articles en diferents revistes, va publicar: 
- L'évolution de la musique (1884);
- Etude sur Tanhäuser, el 1895, en col·laboració amb Alfred Ernst (1860-1898);
- Les Maîtres Chanteurs de R. Wagner(1898);
- Etude sur le discurs musical (1899);
- Le chant gnostico-megique des sept voyelles (1901);
- Une nouvelle interpretation du second Hymne delphique (1901);
- Chopin (1907).

També va compondre una sonata per a piano i violí, un trío, quartets, etc.